# Chamoli (huyện)
Huyện Chamoli là một huyện thuộc bang Uttarakhand, Ấn Độ. Thủ phủ huyện Chamoli đóng ở Chamoli. Huyện Chamoli có diện tích 7692 ki lô mét vuông. Đến thời điểm năm 2001, huyện Chamoli có dân số 369198 người.